# Alan Ross Anderson
Alan Ross Anderson (1925 - 1973) va ser un lògic nord-americà i professor de filosofia a la Universitat Yale i la Universitat de Pittsburgh .
Un col·laborador freqüent de Nuel Belnap, Anderson va tenir un paper decisiu en el desenvolupament de la lògica rellevància i la lògica deòntica.
Anderson va morir de càncer en 1973.
Lògica Rellevància
Anderson creu que la conclusió d'una inferència vàlida ha de tenir alguna cosa a veure amb els locals. Formalment, es va apoderar d'aquesta "condició rellevància" amb el principi que A implica B només si A i B comparteixen almenys un constant no lògic .
Tan simple com sembla aquesta idea, la seva implementació en un sistema formal requereix un canvi radical de la semàntica de la lògica clàssica. Anderson i Belnap (amb contribucions de J. Michael Dunn, Kit Fine, Alasdair Urquhart, Robert K. Meyer, Anil Gupta (lògic), i altres) van explorar les conseqüències formals de la condició de rellevància amb gran detall en els seus llibres d'Implicació influents (vegeu referències més avall), que són les obres més citades en el camp de la lògica rellevància.
Anderson i Belnap no van trigar a observar que el concepte de rellevància ha estat central en la lògica des d'Aristòtil, però s'havien descuidat indegudament des Gottlob Frege i George Boole van establir les bases del que vindria a ser conegut, amb certa ironia, com la lògica "clàssica". Per veure un exemple del fracàs de la lògica clàssica per satisfer la condició de rellevància, veure l'article sobre el principi de l'explosió.
Lògica deòntica
Anderson va defensar l'opinió que les sentències de la forma " Hauria de ser (el cas) que A " s'ha d'interpretar lògicament com :
A implica V ,
On V significa alguna cosa així com una norma ha estat violada. Va desenvolupar sistemes de lògica deòntica rellevància que contenen una constant V especial (notació varia) per a aquest propòsit. Aquests sistemes a vegades s'han caracteritzat com a "reduccions" de lògica deòntica a la lògica modal alética. Això és enganyós en el millor, però, ja que les lògiques modals aléticos generalment no contenen res per l'estil especial V constant d'Anderson.
Filosofia de la lògica
Anderson era conegut per ser un platònic (o realista, o monista) sobre la lògica; ell creia en " l'Únic i Veritable Logic " i que creia que era una lògica rellevància .
Recursos
Anderson, AR 1967. Alguns problemes desagradables en la lògica formal de l'ètica. Nous I (4) : 345-60 .
Anderson, AR i Belnap, ND 1975 Vinculació :. La lògica de la rellevància i la necessitat. Vol. . 1 Princeton : Princeton University Press .
Anderson, AR, Belnap, ND, i Dunn, JM 1992 Vinculació :. La lògica de la rellevància i la necessitat. Vol. . 2 Princeton : Princeton University Press. ISBN 0-691-07339-2
Mars, E. Sr 1992. Lògica deòntica Andersonian. Theoria 58 : 3-20